# ТТ
TT-33 или Пистолет обр. 1933 г. е съветски полуавтоматичен (самозаряден) пистолет. Той е разработен в началото на 1930 г. от Фьодор Токарев като основен пистолет за Червената армия, за да замени револвера Наган 1895, който е бил в употреба в Руската имперска армия. Все пак ТТ никога не заменя напълно Наган 1895.

## Пистолетът ТТ
Пистолетът ТТ (съкратено от руски Тульский Токарева, т.е. „от Тулския (завод), на Токарев“) е конструиран от руския конструктор Фьодор Токарев (1871 – 1968).
Създаването на пистолета ТТ е резултат от проведени през средата на 20-те години на 20 век в СССР (РСФСР) изпитания на различни образци самозарядни пистолети. Целта на проведените изпитания е създаването на съвременно полуавтоматично оръжие, което да смени приетия на въоръжение револвер Наган, модел 1895 г. Освен него тогава са се ползвали редица други типове оръжие, закупувани от други страни. С най-голяма популярност се е ползвал пистолетът Mauser C96, закупуван в големи количества от Германия. Използваният от Mauser мощен патрон 7,63х25 mm е високо оценен от Червената армия и затова се решава под този патрон да се създаде собствено полуавтоматично оръжие.
Конструкцията на основните възли е заимствана от американския Colt 1911. Зацепването на цевта към затвора се извършва посредством улеи. Цевта, както и при „Colt“, се съединява с рамката посредством подвижна обеца. При придвижването на цевта назад заедно със затвора, обецата осигурява разединяването им, обезпечавайки презареждането. Особеното за ТТ е липсата на предпазител. Защитата от случаен изстрел се осигурява от поставянето на откритото ударно чукче на предпазен полувзвод. Това се извършва, като при натиснат спусък чукчето се придържа с палеца и се отпуска на определено положение напред, което е доста опасно за боравещия с оръжието. При наличие на патрон в цевта изтърването или случаен удар на пистолета могат да произведат изстрел. Необичайно конструкторско решение е обединяването на всички детайли на ударния механизъм в лесно снемаща се част и поставянето на пружина вътре в чукчето.
През 1931 г. пистолетът на Токарев е приет на въоръжение под официалното означение „7,62-мм самозарядный пистолет обр. 1930 г.“ заедно с патрона 7,62×25. Същевременно СССР купува от немската фирма Mauser лиценз за производството на патрона и започва да го произвежда под означението „7,62-мм пистолетный патрон „П“ обр. 1930 г.“.
През 1933 г. са направени някои несъществени промени в конструкцията на пистолета. Формата на цевта е опростена. Лека промяна търпи и спусковият механизъм, както и задната част на ръкохватката, която е направена цяла, без отделящи се елементи. Малкият наклон на ръкохватката затрудняват стрелбата от хълбок, но този недостатък е компенсиран от отличния баланс и дългата прицелна линия, които улесняват дори неопитния стрелец. В началото на 1934 г. новият пистолет е приет на въоръжение в Червената армия под наименованието „7,62-мм самозарядный пистолет обр. 1933 г.“».
ТТ има голямо тегло (850 g зареден и 940 g с пълнител), както и пълнител, побиращ едва 8 патрона – твърде малко по съвременните стандарти. Поради нетипичната форма и размер на ръкохватката е трудно да се борави с него. Друг съществен недостатък е пружината в чукчето – тя трябва да се сменя често поради това, че бързо губи своята еластичност. Поради малкия размер на зъб, задържащ пълнителя в ръкохватката, се случва той да изпада. Заради простата си конструкция пистолетът се поддържа лесно и има сравнително висока износоустойчивост. Замърсителите и лошите атмосферни условия не пречат на ефективността му.
Пистолетът е използван широко през Втората световна война и получава отлични отзиви както от съветските, така и от немските войници. По-късно е приет на въоръжение в 30 държави от Европа и Азия. Само в СССР са произведени 1 740 000 екземпляра. Започва производство извън рамките на Съветския съюз – в Унгария, Китай, КНДР, Полша, Югославия. Широко е разпространен в страните от ОНД, като става въпрос за контрабанден внос предимно на образци, произведени В Китай и Полша. Поради ниската си цена, голяма дулна енергия (508 J) и мощта на боеприпасите, ТТ е предпочитано оръжие в криминалните среди. Куршум, изстрелян от ТТ, пробива армейска каска, прониква на 120 cm във вода, 35 cm в пясък, пробива 15 cm борова дъска и е в състояние да спре едра мечка.